# Äppelbo landskommun
Äppelbo landskommun var en tidigare kommun i dåvarande Kopparbergs län (numera Dalarnas län).

## Administrativ historik
I Äppelbo socken i Dalarna inrättades denna kommun år 1863.
Landskommunen ingår sedan 1971 i Vansbro kommun.

### Kyrklig tillhörighet
I kyrkligt hänseende tillhörde kommunen Äppelbo församling.

## Kommunvapen
Blasonering: I blått fält ett stolpvis ställt svärd, på vardera sidan åtföljt av ett äpple, allt av guld.
Vapnet fastställdes 1946.

## Geografi
Äppelbo landskommun omfattade den 1 januari 1952 en areal av 374,70 km², varav 358,90 km² land.

### Tätorter i kommunen 1960
| Tätort    | Folkmängd |
| --------- | --------- |
| Ovanheden | 345       |
| Rågsveden | 260       |
| Opsaheden | 239       |

Tätortsgraden i kommunen var den 1 november 1960 54,7 procent.

## Politik

### Mandatfördelning i valen 1938-1966
| 1 | 7 | 6 | 1 |

| 15 |

| 1 | 8 | 6 |

| 15 |

| 1 | 7 | 1 | 6 |

| 15 |

| 1 | 6 | 2 | 6 |

| 15 |

| 7 | 3 | 5 |

| 15 |

| 8 | 5 | 7 |

| 17 | 3 |

| 8 | 4 | 8 |

| 17 | 3 |

| 1 | 7 | 10 | 2 |

| 18 |